# シュタインシュトッセン

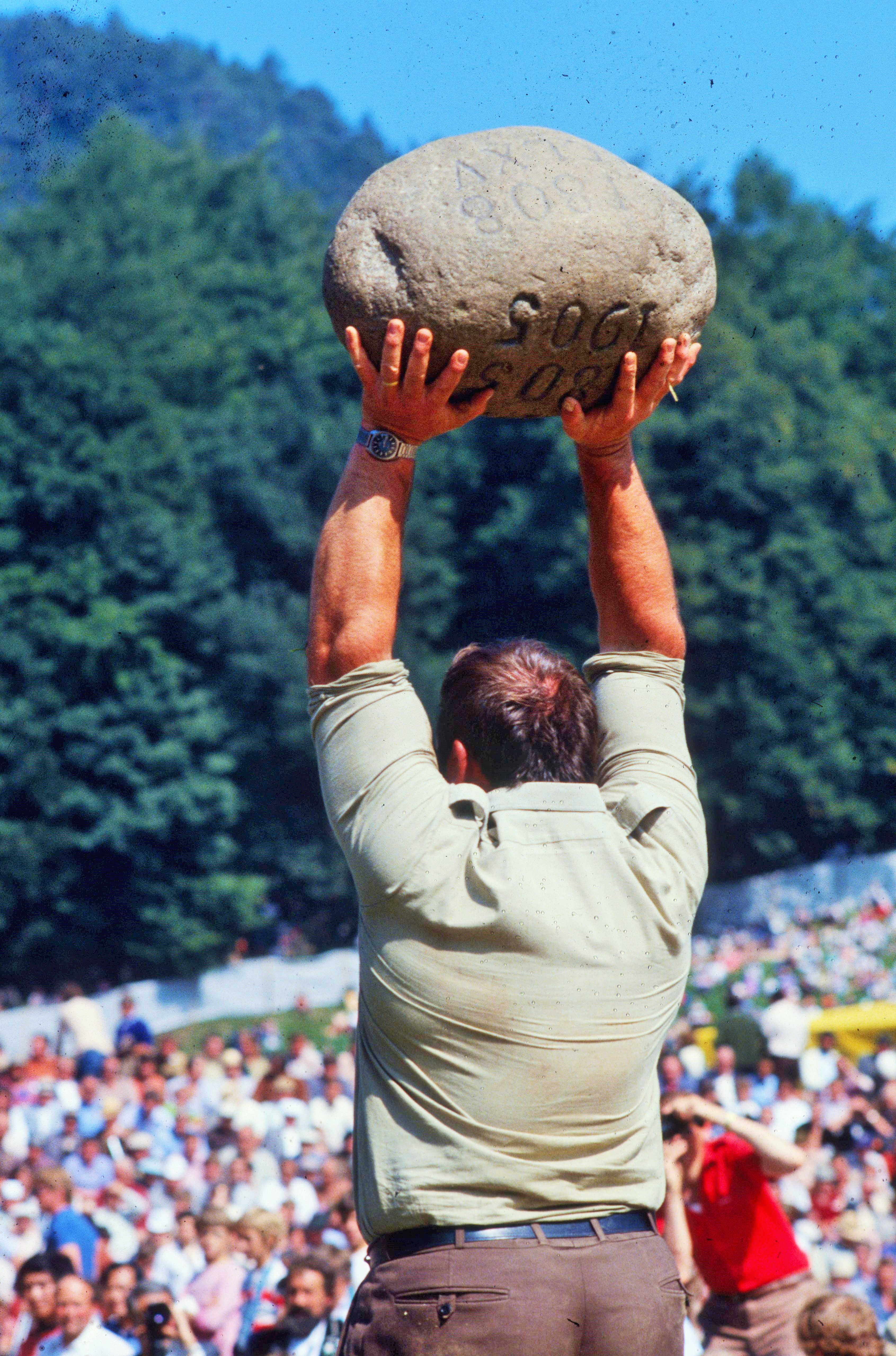
1981年ウンスプネン祭のシュタインシュトッセン

シュタインシュトッセン（独: Steinstossen）は、重い石を投げて飛距離を競う、スイスの伝統競技。先史時代からアルプス地方の住民たちによって行われており、13世紀にバーゼルで行われたのが記録の中では最古である。15世紀の旧スイス連邦では、射撃手の祭典であるシュッツェンフェストとともに頻繁に行われたことが記録されている。1805年に初めて開催されたウンスプネン祭のメイン競技であり、競技で使われた83.5 kg (184.1 lb)の「ウンスプネン石」とともに世界的に知られている。

## スイス
現在でもスイスの各地でシュタインシュトッセンが行われている。そこで用いられる石には様々な大きさや重さのものがあるが、普通は50 kg (110.2 lb)を大きく超えないものとなっている。

1835年、スイスのリギ山で行われた「シュタインシュトッセン祭」

最も著名なシュタインシュトッセンは、インターラーケン近郊のヴィルダースヴィルにあるウンスプネン城周辺で開かれるウンスプネン祭のシュタインシュトッセンである。1805年に開催された第一回ウンスプネン祭の時から、シュタインシュトッセンが競技種目として入っていた。

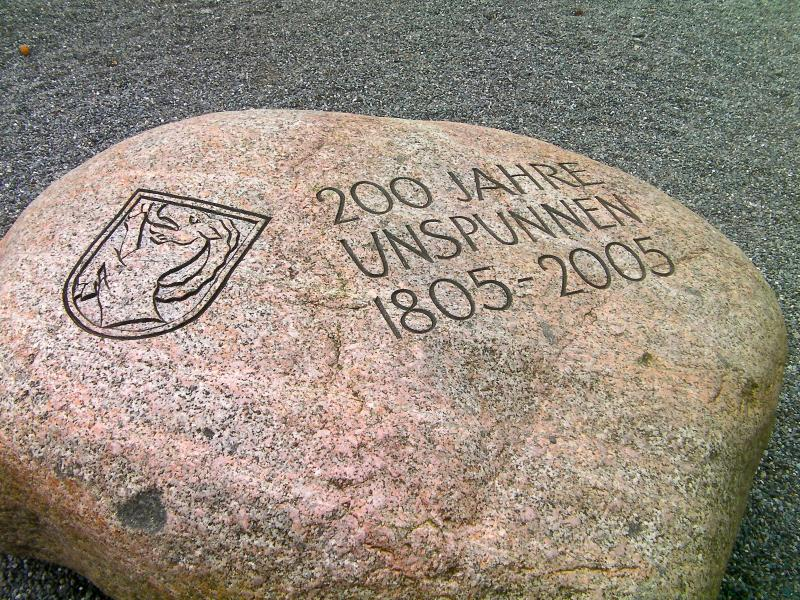
ウンスプネン祭の200周年を記念するウンスプネン石

### ウンスプネン石
ウンスプネン祭のシュタインシュトッセンで使用される石は、オーバーハスリ地方アーレ川の花崗岩で、「ウンスプネン石」（独: Unspunnenstein）と呼ばれて有名である。その時に使用されたウンスプネン石は184 lb (83 kg)の重さであったが、1808年開催の第二回までの間に紛失した。第二回ウンスプネン祭では167 lb (76 kg)の石が使われ、その100年後の1905年に開かれた第三回でも用いられたので、そのウンスプネン石には「1805-1905」と記念に刻まれ、1981年のウンスプネン祭まで使用された。
しかし1984年6月3日日曜日、ベルン州のジュラ地方の独立を求める牡羊団によって、ウンターゼーエン博物館から1808年使用のウンスプネン石が盗まれる事件が起き、石が政治的な人質となった。そこで1808年の石と同じくらいの重さとなる83.5 kgの石が探し出され、以後すべてのウンスプネン祭のシュタインシュトッセンで用いられている。
1999年、ある写真家がブリュッセルの私邸に招かれた時に、ウンスプネン石だとされる石を見せられた。そこで彼は証拠として写真を撮って帰ったところ、インターラーケン体操協会の会員で1984年に新たな石を選ぶのに関わった者が、これが本物の盗まれたウンスプネン石だと特定した。不思議なことに石は、2000年8月にジュラ州のセーニュレジエで開かれた祭典の場で、駐ベルリン・スイス大使ボラーの妻であったアメリカ合衆国生まれの女優ショーン・フィールディングのもとに「菓子」と書かれた箱に詰められ郵送されてきた。残念ながら、石は破損していた。1992年に行われたスイスの国民投票で、スイスがヨーロッパ経済共同体に参加することが否決された時、牡羊団がその石にヨーロッパ連合を象徴する12個の星と、国民投票の行われた1992年12月6日の日付、そして牡羊団の紋章を刻んでいたのである。その結果、石の重さは2.3 kg (5.1 lb)軽くなっており、競技では使えなくなってしまっていた。
さらに2005年には、インターラーケンのホテルから再び1808年のウンスプネン石が盗まれた。現場には代わりに、ジュラの紋章が入った小さな石が盗賊によって置かれていた。フランス語を話す分離主義者たちはこの事件への関与を否定しつつも、窃盗行為を支持する声明を出した。その後、その石がどこにあるのかは分かっていない。

## ドイツ
ドイツには1860年に初めてシュタインシュトッセンがもたらされている。しかしシュタインシュトッセン（石置き）という名前のままであるが石は用いられず、代わりに15 kg (33.1 lb)の鉄の塊を投げる陸上競技となっている。
ドイツにおいて投石競技自体は1509年9月に開催されたアウクスブルク射撃競技大会の様子を描いた写本（1570年ごろ）に、人間の頭部並みに大きな石を片手で振りかぶる姿が見られる。

## アメリカ合衆国
アメリカ合衆国においても各地で行われており、中でもオハイオ州シュガークリークで開かれる「オハイオ・スイス・フェスティバル」（Ohio Swiss Festival）では、1956年から毎年シュタインシュトッセンが行われていて、国内最長記録を誇っている。他に、1989年からトレドで開催されている「ジャーマン・アメリカン・フェスティバル」でも毎年行われている。